# Уоррен, Ребекка
Ребекка Уоррен (Rebecca Warren, род. 1965, Лондон) — современная английская художница, скульптор.

## Образование
- 1989-92 Goldsmiths College, University of London
- 1992-93 Chelsea College of Art

## Творчество
- Ребекка Уоррен стала известна благодаря скульптурам большого размера из необожженой глины, в которых гротескно были изображены характерные признаки женской сексуальности (такие как груди и ягодицы). Уоррен обращается к творчеству мастеров-мужчин — Дега, Родена, Боччони, Пикассо, Фонтана, немецких экспрессионисты и неоэкспрессионистов (Роберта Крама, например). Её произведения также вызывают в памяти работы более молодой генерации художников — Мартина Киппенбергера, Фишли и Вайса.
- Необожженые глиняные скульптуры Уоррен выглядят как взорвавшиеся изнутри и собранные назад куски материала. По контрасту, настенные витрины Уоррен, содержащие различные материалы не несут спонтанности и небрежности работ из глины. В более поздних сериях работ из бронзы Уоррен продолжает исследование деградации формы. После получения отлитых скульптур из цеха, Уоррен вносит изменения и дополнения и возвращает их на доработку. Художница усиливает переплетение смыслов, давая своим работам гибридные названия, содержащие придуманные слова и ссылки на фильмы и песни. Её работы сочетают широкий круг источников с большой формальной узнаваемостью.

## Персональные выставки
| - 2004 Kunsthalle Zurich, Zurich, Switzerland* - 2003 Donald Young Gallery, Chicago - 2003 SHE, Maureen Paley Interim Art, London - 2002 Fleischvater, Modern Art, London - 2000 The Agony and the Ecstasy, Maureen Paley Interim Art, London - 1995 Manliness without ostentation.., the Agency, London - 1993 I Have Every Vice in the World, Dolphin Gallery, Oxford |